# Elektra (Schiff, 2021)
Die Elektra ist das weltweit erste emissionsarme Schubboot. Die Kiellegung des von Batterien und Brennstoffzellen angetriebenen Bootes erfolgte unter der Baunummer 210 auf der Schiffswerft Hermann Barthel. Das Schiff sollte ursprünglich 2020 abgeliefert werden. Auch wegen COVID-19-Pandemie wurde es später fertig. Es lief am 27. Mai 2021 vom Stapel und am 8. Dezember 2021 zur praktische Erprobung in den Berliner Westhafen ein.

## Geschichte

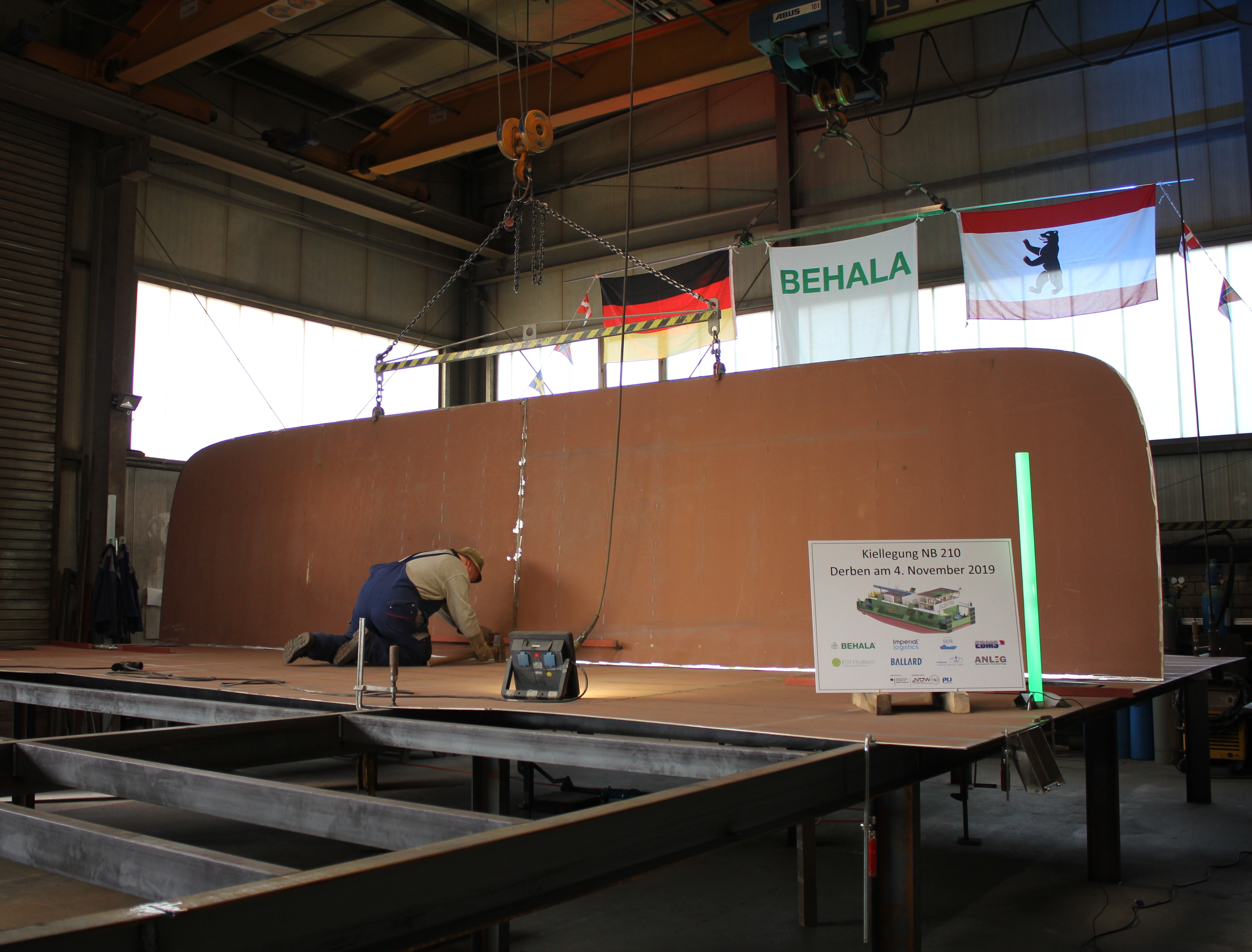
Kiellegung, das erste Schott der Elektra wird vom Schiffbaumeister auf der Schiffswerft Hermann Barthel aufgestellt.

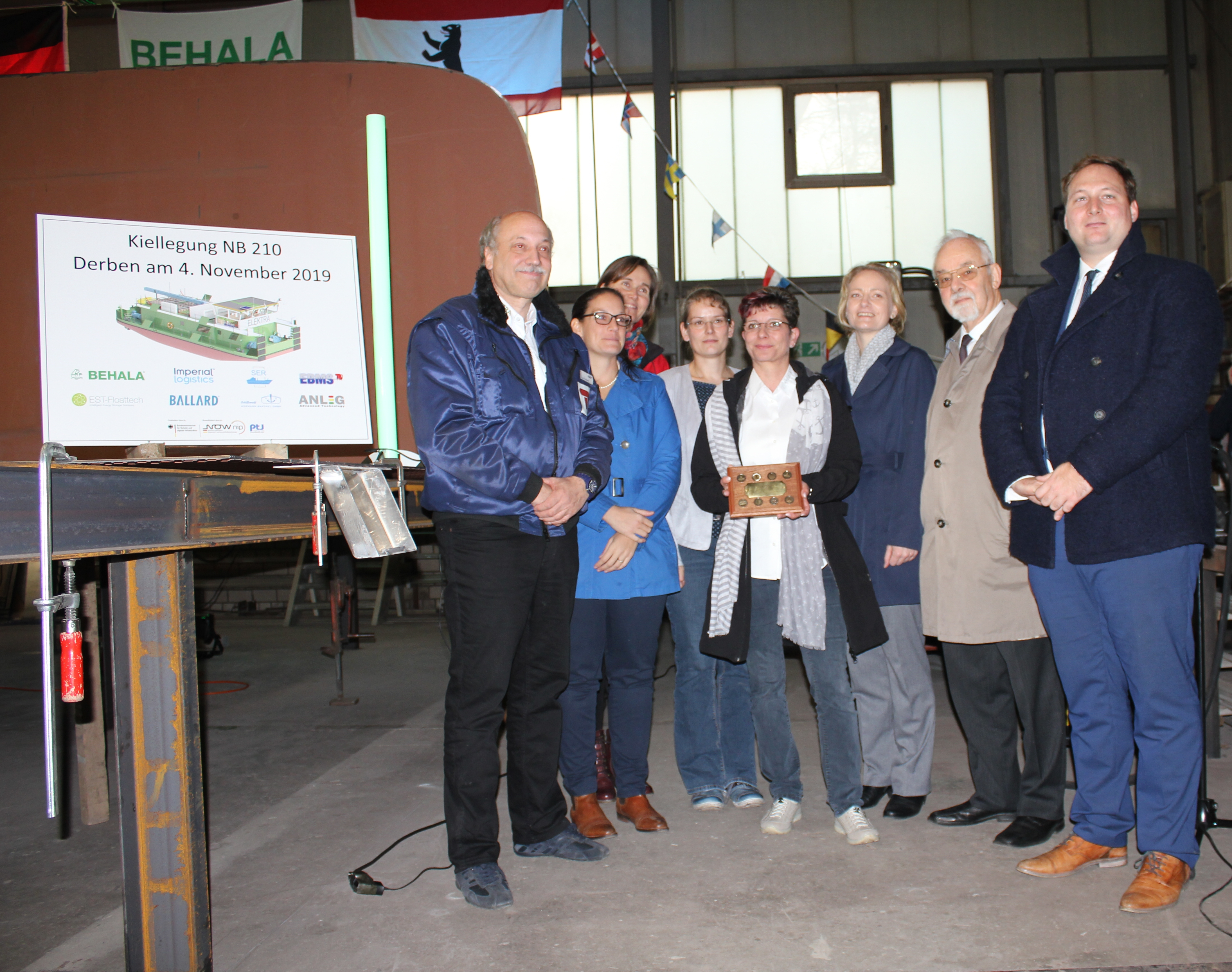
Die Glücksmünzen der acht Projektpartner der Elektra wurden gelegt.

Am 4. November 2019 erfolgte auf der Schiffswerft Hermann Barthel die Kiellegung der Elektra.
Am 27. Mai 2021 wurde die Elektra erfolgreich zu Wasser gelassen. Dieser Stapellauf war ein wichtiger Meilenstein in diesem Leuchtturmprojekt im NIP II–Programm „e4ships“ des BMVI mit Unterstützung durch die NOW, das PTJ und das Land Berlin.
Die Elektra soll vorrangig Gütertransporte im innerstädtischen Verkehr von Berlin fahren. Ab 2025 soll sie auch auf der Langstrecke Berlin – Hamburg eingesetzt werden und dabei die Ursus schieben.
Am 8. Dezember 2021 ist die Elektra nach fast zweijähriger Bauzeit und nach einer dreitägigen Überführung im Berliner Westhafen eingetroffen. Dort soll das Schiff zunächst regional erprobt werden und ab 2023 dann auch verstärkt im Fernverkehr Richtung Hamburg. Dann werden die ersten Landstationen für die Wasserstofftanks und den Ladestrom in der benötigten Leistungsklasse von 500 Kilowatt im Berliner Westhafen sowie im Hafen Lüneburg in Betrieb genommen.

## Schiffsbeschreibung
Die Elektra hat mit einer Länge von 20 Meter, einer Breite von 8,2 Meter und bei einem Tiefgang von 1,25 Meter eine Verdrängung von rund 130 Tonnen. Der Antrieb erfolgt durch zwei elektrisch angetriebene Schottelruderpropeller mit einer Nennleistung von je 200 kW. In der überregionalen Fahrt erfolgt der Antrieb mit den drei Brennstoffzellen und in der regionalen Fahrt im Akkubetrieb.
Die elektrische Energie kommt aus drei Ballard-Brennstoffzellen vom Typ FCveloCity-HD100 und aus EST-Akkumulatoren vom Typ Green Orca mit einer Nennkapazität von 2 × 1160 kWh für den Antrieb und 2 × 116 kWh für das Bordnetz. Für die Wasserstoffversorgung der Brennstoffzellen sind mobile Wasserstoffdrucktanks der Firma Anleg mit einem Nenndruck von 500 bar und einer Kapazität von 750 kg nutzbarem Wasserstoff vorgesehen.
Mit einem Druck von 500 bar befinden sich 750 kg nutzbarer gasförmiger Wasserstoff an Bord und mit der zusätzlichen Batteriekapazität von 2500 Kilowattstunden hat die Elektra im Schubverband mit dem beladenen Schwergutleichter Ursus eine gesamte Reichweite von ca. 400 Kilometern. Im Fahrtgebiet von Berlin Richtung Rhein/Ruhr, Hamburg und Stettin benötigt sie unterwegs neben dem Westhafen daher jeweils eine weitere Landstation zur Versorgung mit Wasserstoff und Strom.
Das Schubboot dient zum Schieben von Schubverbänden, die Besatzung des Bootes lebt und wohnt an Bord. Daher wird auch Energie für die Klimatisierung der Räume und des Steuerhauses benötigt. Die Abwärme der Brennstoffzellen wird genutzt und über eine Wasser-Wasser-Wärmepumpe werden die Räume beheizt.

## Siehe auch

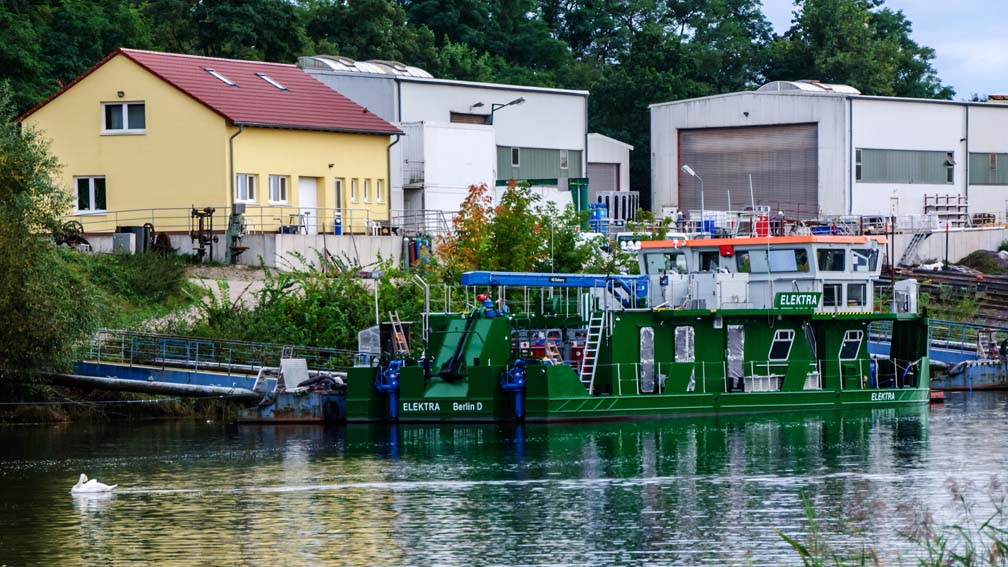
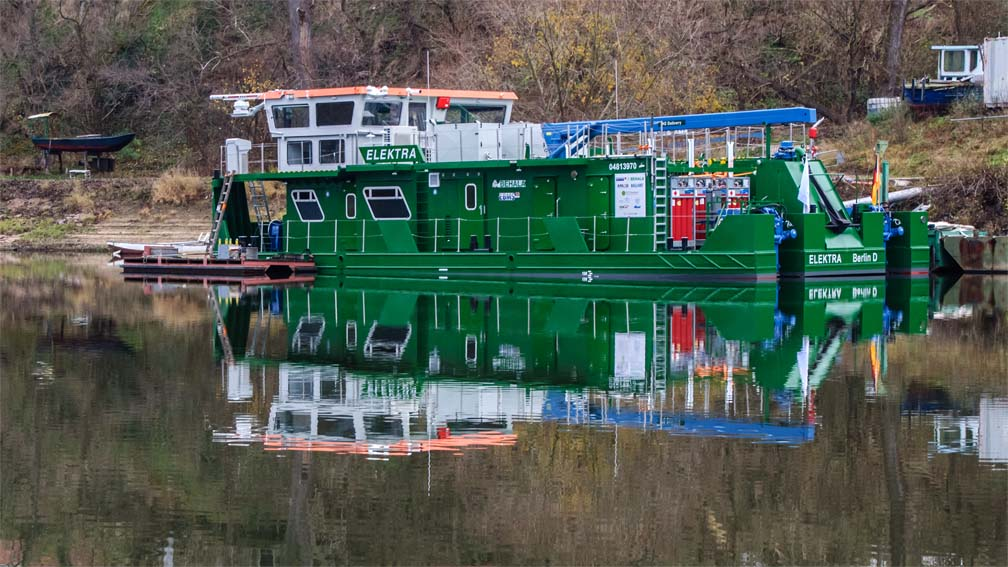
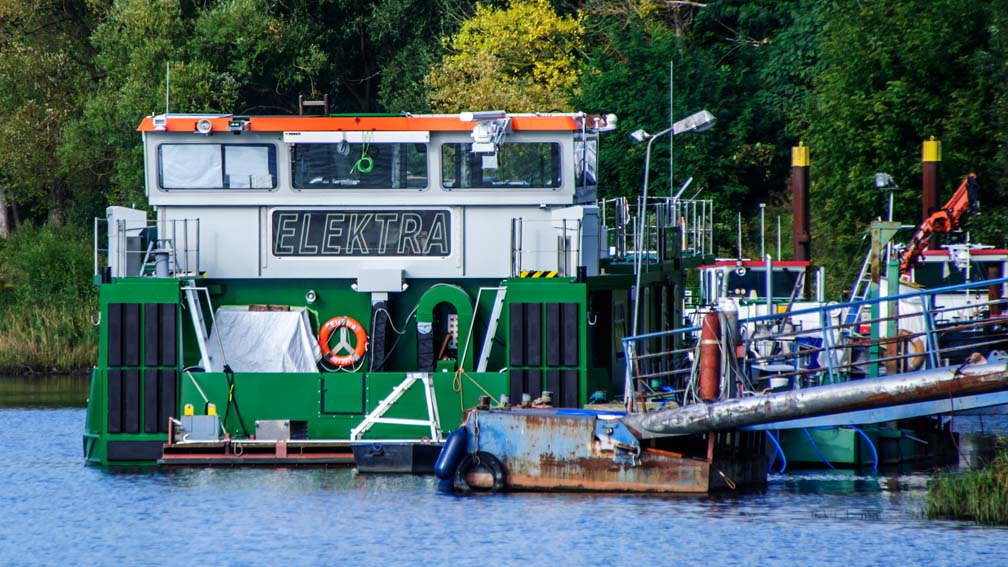

## Hintergrund
Das Forschungsprojekt Elektra wird vom Bundesverkehrsministerium (BMVI) gefördert und vom Projektträger Jülich (PTJ) und der Nationalen Organisation für Wasserstoff- und Brennstoffzellentechnologie (NOW) betreut. Am Projekt sind die acht Partner, das Fachgebiet für Entwurf und Betrieb Maritimer Systeme der TU Berlin, die BEHALA (Hafen- und Logistikdienstleister), die Schiffswerft Hermann Barthel, Ballard Power-Systems (Brennstoffzellen), Anleg (Wasserstofftanks und -regelstrecke), Schiffselektronik Rostock, EST-Floattech (Akkumulatoren) und HGK Shipping (Reederei) beteiligt. Die gesamten Projektkosten inkl. Entwicklung, Genehmigungsverfahren, Bau und ausführlicher Erprobung werden mit ca. 13 Mio. Euro veranschlagt. Die Förderung durch das BMVI liegt bei ca. 8 Mio. Euro.
Das Konzept, der Entwurf und die Konstruktion des Schubschiffes wurde im Rahmen des Forschungsprojektes Elektra am Fachgebiet für Entwurf und Betrieb Maritimer Systeme der Technischen Universität Berlin unter der Leitung von Prof. Dr.-Ing. Gerd Holbach für die Binnenschifffahrt entwickelt.